# Ma Ying-jeou
Ma Ying-jeou (馬英九T, Mǎ YīngjiǔP; Hong Kong, 13 luglio 1950) è un politico taiwanese, presidente della Repubblica di Cina dal 2008 al 2016.

## Biografia
Dal 1993 al 1996 è stato Ministro della Giustizia, sindaco di Taipei dal 1998 al 2006 e presidente del partito Kuomintang dal 2009 al 2014.
Nel 2008 vinse le elezioni e venne proclamato presidente della Repubblica di Cina, ruolo che assunse ufficialmente il 20 maggio 2008. Fu riconfermato alle elezioni presidenziali del 2012.
A novembre 2015 è stato il primo presidente di Taiwan a incontrare un presidente della Repubblica popolare cinese.